# Liste der Baudenkmale in Dunedin
Die Liste der Baudenkmale in Dunedin umfasst alle vom New Zealand Historic Places Trust (NZHPT) als „Historic Place“ oder „Historic Area“ eingestuften Baudenkmale und Flächendenkmale der neuseeländischen Ortschaft Dunedin. Die Angaben stammen aus dem Register des NZHPT. Die Bezeichnungen der Baudenkmale orientieren sich an diesem Register. In die Liste werden auch bekannte Wahi Tapu (Area), kulturell und religiös bedeutsame Stätten und Gebiete der Māori, aufgenommen. Sie werden jedoch meist nicht publiziert.

| Bild           | Bezeichnung                                                                                     | Ort     | Anschrift                                                                                 | Beschreibung | Bauzeit                         | Eintrag            | Nummer | Kat.                           |
| -------------- | ----------------------------------------------------------------------------------------------- | ------- | ----------------------------------------------------------------------------------------- | --- | ------------------------------- | ------------------ | ------ | ------------------------------ |
| weitere Bilder | All Saints Church                                                                               | Dunedin | 786 Cumberland Street Karte                                                               | Anglikanisches Kirchengebäude | 1865                            | 27. Juli 1988      | 2136   | 1                              |
| weitere Bilder | Allbell Chambers                                                                                | Dunedin | 127 Stuart Street Karte                                                                   | Bürogebäude | 1910                            | 2. Juli 1982       | 2134   | 2                              |
| weitere Bilder | Allied Press Building                                                                           | Dunedin | 52 Stuart Street Karte                                                                    | Bürogebäude | 1928                            | 2. Juli 1982       | 2135   | 2                              |
| BW             | Alva House                                                                                      | Dunedin | 9 Alva Street Karte                                                                       | Wohnhaus | 1886                            | 25. September 1986 | 4720   | 2                              |
| Aorangi        | Aorangi                                                                                         | Dunedin | 1 Tui Street Karte                                                                        | Wohnhaus, heute Hotel | n.a.                            | 2. Juli 1982       | 2139   | 2                              |
| weitere Bilder | Australia and New Zealand Bank Building                                                         | Dunedin | 159 Stuart Street Karte                                                                   | Bankgebäude | 1882                            | 2. Juli 1982       | 2137   | 2                              |
| weitere Bilder | Bank of New Zealand Building                                                                    | Dunedin | 205 Princes Street Karte                                                                  | Filiale der Bank of New Zealand | 1882                            | 14. Dezember 1995  | 7299   | 1                              |
| weitere Bilder | Baptist Sunday School Building                                                                  | Dunedin | 63 Hanover Street Karte                                                                   | Sonntagsschule der baptistischen Kirche | 1880                            | 25. September 1986 | 4719   | 2                              |
| BW             | Bishopgrove                                                                                     | Dunedin | 16 Patmos Avenue Karte                                                                    | steinernes Wohnhaus für den Bischof von Dunedin, Samuel Tarrat Nevill                                                                                         | 1882/1883                       | 19. April 1990     | 2140   | 1                              |
| weitere Bilder | Bishopscourt                                                                                    | Dunedin | 421 Highgate Karte                                                                        | Residenz für den Bischof von Dunedin, Samuel Tarrat Nevill | 1871/1872                       | 27. Juli 1988      | 2147   | 1                              |
| BW             | Bluestone Retaining Wall                                                                        | Dunedin | 369, 371 George Street Karte                                                              | Stützmauer aus Basalt („Bluestone“) | 1863                            | 25. September 1986 | 4742   | 2                              |
| weitere Bilder | Wood Adams Building                                                                             | Dunedin | 19 Bond Street Karte                                                                      | Bürogebäude für die Anwälte Wood & Adam | 1932                            | 2. Juli 1987       | 3173   | 2                              |
| weitere Bilder | Burlington Street Historic Area                                                                 | Dunedin | Burlington Street Karte                                                                   | In der 2. Hälfte des 19. Jahrhunderts auf dem Bell Hill, umfasst die Baudenkmale First Church, Burns Hall, Commerce Building, RSA Building und Garrison Hall. | 19. Jh.                         | 16. Dezember 1994  | 7072   | HA                             |
| weitere Bilder | Cadbury Schweppes Hudson Limited Buildings                                                      | Dunedin | 280 Cumberland Street Karte                                                               | Fassade von vier Gebäuden der Konfektfabrik Cadbury, heute Cadbury plc                                                                                        | n.a.                            | 2. Juli 1989       | 2143   | 2                              |
| weitere Bilder | Camelot Restaurant                                                                              | Dunedin | 412A George Street Karte                                                                  | Restaurant/Café | n.a.                            | 25. September 1986 | 4750   | 2                              |
| weitere Bilder | Cargill’s Castle                                                                                | Dunedin | 111D Cliffs Road Karte                                                                    | Ruinen einer schlossartigen Villa für Edward Bowes Cargill | 1876                            | 14. April 2005     | 3174   | 1                              |
| weitere Bilder | Cargill’s Monument                                                                              | Dunedin | Princes Street Karte                                                                      | Denkmal für den Politiker William Cargill | 1864                            | 26. November 1986  | 4754   | 1                              |
| weitere Bilder | Carisbrook                                                                                      | Dunedin | Ecke 50 Burns Street und Murrayfield Street/Neville Street Karte                          | Sportstadion | 1914                            | 26. September 2008 | 7782   | 1                              |
| weitere Bilder | Cathedral Church of St Joseph                                                                   | Dunedin | Ecke 288 Rattray Street/Smith Street Karte                                                | katholische Kathedrale | 1878–1886                       | 25. November 1982  | 0364   | 1                              |
| weitere Bilder | Catholic Church of the Sacred Heart of Jesus                                                    | Dunedin | 89 North Road, North East Valley Karte                                                    | katholische Kirche | 1891–1892                       | 10. September 2004 | 2214   | 2                              |
| weitere Bilder | Caversham Church                                                                                | Dunedin | 61 Thorn Street Karte                                                                     | Kirche | 1883                            | 6. September 1996  | 7319   | 1                              |
| weitere Bilder | Cenotaph                                                                                        | Dunedin | Queens Gardens Karte                                                                      | Ehrenmal (Kenotaph) | 1927                            | 2. Juli 1987       | 2221   | 2                              |
| weitere Bilder | Chief Post Office                                                                               | Dunedin | 283 Princes Street Karte                                                                  | ehemaliges Hauptpostamt von Dunedin | 1935–1937                       | 2. Juli 1982       | 2145   | 2                              |
| weitere Bilder | Chingford Park Stables                                                                          | Dunedin | 411 North Road, North East Valley Karte                                                   | steinerne ehemalige Pferdeställe im Stil der Neogotik | 1872                            | 27. Juli 1988      | 2146   | 1                              |
| BW             | Clarion Building                                                                                | Dunedin | 282-292 Princes Street Karte                                                              | Bürogebäude | 1874                            | 25. September 1986 | 4753   | 2                              |
| BW             | Claverton                                                                                       | Dunedin | 30 Royal Terrace Karte                                                                    | Wohnhaus, zeitweilig von Frances Hodgkins bewohnt |                                 | 13. Dezember 1990  | 4724   | 2                              |
| weitere Bilder | Commerce Building                                                                               | Dunedin | Ecke Dowling Street/Burlington Street Karte                                               | Büro- und Geschäftshaus | 1879                            | 25. September 1986 | 4756   | 2                              |
| BW             | Corstorphine House (Conservatory)                                                               | Dunedin | 23A Milburn Avenue, Corstorphine Karte                                                    | Wintergarten | n.a.                            | 25. September 1986 | 4773   | 2                              |
| BW             | Corstorphine House (Gates & Walls)                                                              | Dunedin | 23A Milburn Avenue, Corstorphine Karte                                                    | eisernes Tor und Mauern eines Anwesens | n.a.                            | 25. September 1986 | 4774   | 2                              |
| BW             | Corstorphine House (Gazebo)                                                                     | Dunedin | 23A Milburn Avenue, Corstorphine Karte                                                    | hölzerner Gartenpavillon | n.a.                            | 25. September 1986 | 4433   | 2                              |
| BW             | Corstorphine House (Stables)                                                                    | Dunedin | 23A Milburn Avenue, Corstorphine Karte                                                    | Stallungen eines Anwesens | 1863                            | 25. September 1986 | 4774   | 2                              |
| weitere Bilder | Crown Clothing Company Building                                                                 | Dunedin | 398 George Street Karte                                                                   | ehemaliges Bankgebäude | 1900                            | 25. September 1986 | 4718   | 2                              |
| weitere Bilder | Crown Milling Company Building                                                                  | Dunedin | Manor Place                                                                               | Mühle | 1867                            | 6. September 1984  | 366    | 1                              |
| weitere Bilder | Dandie Dinmont Hotel                                                                            | Dunedin | Ecke 166 Portobello Road/Doon Street Karte                                                | Wohnhaus | 1880                            | 15. Februar 2005   | 7728   | 2                              |
| BW             | Dental School                                                                                   | Dunedin | Ecke 280-310 Great King Street and Frederick Street, University of Otago Karte            | Universitätsgebäude für eine Zahnarztschule | 1957(ca.)–1961                  | 24. Juni 2005      | 7618   | 1                              |
| weitere Bilder | Donaghy’s Rope Walk                                                                             | Dunedin | 186 Macandrew Road Karte                                                                  | ehemalige Seilerbahn | 1878                            | 21. April 1994     | 7167   | 1                              |
| weitere Bilder | Dowling Street Steps                                                                            | Dunedin | Dowling Street Karte                                                                      | Treppen | 1926                            | 2. Juli 1982       | 2148   | 2                              |
| weitere Bilder | Dundas Street Methodist Church and Sunday School Hall                                           | Dunedin | 50 Dundas Street Karte                                                                    | methodistische Kirche und Sonntagsschule | 1879                            | 25. September 1986 | 3367   | 2                              |
| BW             | Dundas Street Terrace Houses                                                                    | Dunedin | 62–86 Dundas Street Karte                                                                 | Reihenhäuser | 1880er                          | 14. April 2005     | 3189   | 2                              |
| BW             | Dunedin Athenaeum and Mechanics’ Institute                                                      | Dunedin | 22-24 The Octagon Karte                                                                   | Bildungseinrichtung/Bibliothek | 1869–1870                       | 26. September 2008 | 7781   | 1 Dunedin Central Fire Station |
| weitere Bilder | Dunedin Club                                                                                    | Dunedin | 33 Melville Street, Fernhill Karte                                                        | Clubhaus | 1867                            | 14. April 2005     | 2151   | 2                              |
| weitere Bilder | Dunedin Fire Station                                                                            | Dunedin | Ecke St. Andrew Street/Castle Street Karte                                                | Hauptfeuerwache von Dunedin | 1931                            | 27. Oktober 1995   | 7270   | 2                              |
| weitere Bilder | Dunedin Gasworks (Schornstein und Kesselhaus)                                                   | Dunedin | zwischen Andersons Bay Road und Braemar Street Karte                                      | ehemaliges Gaswerk, heute Museum | 1907 (Teile früher)             | 24. März 1988      | 4399   | 1                              |
| BW             | Dunedin Harbourside Historic Area                                                               | Dunedin | Ecke 25, 31–33 Thomas Burns Street und Tewsley, Wharf, Roberts und Mason Street Karte     | Hafengebiet von Dunedin | n.a.                            | 4. April 2008      | 7767   | HA                             |
| weitere Bilder | Dunedin Law Courts                                                                              | Dunedin | 1 Stuart Street Karte                                                                     | Gerichtsgebäude | 1902                            | 26. November 1987  | 4374   | 1                              |
| weitere Bilder | Dunedin North Post Office                                                                       | Dunedin | 361 Great King Street, North Dunedin Karte                                                | ehemaliges Postamt | 1887 (ca.)                      | 23. November 2005  | 2154   | 2                              |
| weitere Bilder | Dunedin Police Station                                                                          | Dunedin | Ecke 21 Dunbar Street/High Street Karte                                                   | ehemalige Polizeistation von Dunedin | 1895                            | 25. November 1986  | 4748   | 2                              |
| weitere Bilder | Dunedin Prison                                                                                  | Dunedin | Ecke 2 Castle Street/State Highway 1; Dunbar Street Karte                                 | ehemaliges Gefängnis von Dunedin | ab 1895                         | 28. Juni 1984      | 4748   | 2                              |
| weitere Bilder | Dunedin Public Library                                                                          | Dunedin | 110 Moray Place Karte                                                                     | ehemalige Bibliothek von Dunedin | n.a.                            | 25. September 1986 | 4707   | 2                              |
| weitere Bilder | Bahnhof Dunedin                                                                                 | Dunedin | Anzac Avenue Karte                                                                        | Bahnhof von Dunedin | 1903–1907                       | 1. September 1983  | 0059   | 1                              |
| weitere Bilder | Rathaus Dunedin (Dunedin Town Hall and Concert Chamber)                                         | Dunedin | Moray Place Karte                                                                         | Rathaus und Konzerthalle | 1929                            | 2. Juli 1982       | 2150   | 2                              |
| BW             | Dwelling (Siedlung)                                                                             | Dunedin | Otago Road Karte                                                                          | Siedlungsplatz, NZ Archaeological Association Site I44/139 | n.a.                            | 8. August 1985     | 5685   | 2                              |
| BW             | Dwelling (Siedlung)                                                                             | Dunedin | Otago Road Karte                                                                          | Siedlungsplatz, NZ Archaeological Association Site I44/140 | n.a.                            | 8. August 1985     | 5686   | 2                              |
| weitere Bilder | Empire Hotel                                                                                    | Dunedin | 396 Princes Street Karte                                                                  | Hotel | 1879                            | 19. April 2012     | 9548   | 1                              |
| weitere Bilder | Equitable Insurance Association Building                                                        | Dunedin | Ecke 45–45B Queens Gardens und Vogel Street Karte                                         | ehemaliges Gebäude einer Versicherung | 1885                            | 19. April 1990     | 4751   | 1                              |
| weitere Bilder | Excelsior Hotel                                                                                 | Dunedin | 31 Dowling Street Karte                                                                   | Hotel, heute Gästehaus | n.a.                            | 25. September 1986 | 3368   | 2                              |
| weitere Bilder | Exhibition Art Gallery                                                                          | Dunedin | 40 Logan Park Drive Karte                                                                 | Kunstgalerie | 1924–1925                       | 2. Juli 1982       | 2149   | 1                              |
| BW             | F. W. Petre’s House                                                                             | Dunedin | 20 Cliffs Road Karte                                                                      | Wohnhaus | n.a.                            | 25. September 1986 | 4762   | 2                              |
| BW             | Faringdon Villa                                                                                 | Dunedin | 29 Fitzroy Street Karte                                                                   | Wohnhaus | 1882                            | 25. September 1986 | 4741   | 2                              |
| BW             | Ferntree Lodge                                                                                  | Dunedin | 14 Ferntree Drive, Wakari Karte                                                           | Wohnhaus, ältestes Haus von Dunedin | 1849, Erweiterung 1902          | 24. Juli 1983      | 368    | 1                              |
| BW             | Ferntree Lodge, Anbau aus dem 20. Jahrhundert                                                   | Dunedin | 14 Ferntree Drive, Wakari Karte                                                           | Wohnhaus | 1902 (Anbau)                    | 2. November 1982   | 2152   | 2                              |
| weitere Bilder | First Church of Otago                                                                           | Dunedin | 410 Moray Place Karte                                                                     | Presbyterianische Kirche | 1867–1875                       | 18. März 1983      | 60     | 1                              |
| weitere Bilder | Fisken & Associates Ltd Building                                                                | Dunedin | Ecke Pitt Street und London Street Karte                                                  | Ehemalige Filiale der Bank of New Zealand | 1927                            | 25. November 1986  | 4772   | 2                              |
| weitere Bilder | Fitness Centre Building                                                                         | Dunedin | 77 Stuart Street Karte                                                                    | Bürogebäude | 1910 (ca.)                      | 2. Juli 1982       | 2153   | 2                              |
| BW             | Fitting Shop                                                                                    | Dunedin | Dunedin Gasworks, Braemar Street Karte                                                    | Schmiede auf dem Gelände des ehemaligen Gaswerkes von Dunedin, heute Museum                                                                                   | 1900 (ca.)                      | 24. November 1988  | 4401   | 1                              |
| weitere Bilder | Fortune Theatre                                                                                 | Dunedin | 231 Stuart Street Karte                                                                   | Theater, Ehemalige methodistische Kirche | 1870                            | 22. August 1991    | 3378   | 1                              |
| weitere Bilder | Fountain (Wolf Harris)                                                                          | Dunedin | Opoho Road, Botanic Gardens Karte                                                         | Springbrunnen | 1890                            | 2. Juli 1982       | 2156   | 2                              |
| BW             | Gainsborough House                                                                              | Dunedin | 112-114 Moray Place Karte                                                                 | Bürogebäude | 1878 (ca.)                      | 25. September 1983 | 4708   | 2                              |
| weitere Bilder | Garrison Hall                                                                                   | Dunedin | 8 Dowling Street Karte                                                                    | Ehemaliges Hauptquartier der Miliz „Dunedin Volunteers“ | 1878                            | 14. April 2005     | 3176   | 2                              |
| weitere Bilder | Gasholder of 1879                                                                               | Dunedin | Andersons Bay Road Karte                                                                  | Ehemaliger Gasometer auf dem Gelände des Gaswerkes von Dunedin                                                                                                | 1879                            | 24. März 1984      | 4398   | 1                              |
| weitere Bilder | George Street Bridge                                                                            | Dunedin | George Street Karte                                                                       | Straßenbrücke | 1903                            | 2. Juli 1982       | 2157   | 2                              |
| weitere Bilder | Gladstone Terrace of Houses                                                                     | Dunedin | 38-50 Melville Street Karte                                                               | Reihenhäuser | 1880                            | 19. April 1990     | 5231   | 2                              |
| weitere Bilder | Glenavon Church                                                                                 | Dunedin | 7 Chambers St, North East Valley Karte                                                    | methodistische Kirche | 1906                            | 13. Dezember 1990  | 3371   | 2                              |
| BW             | Glenfalloch                                                                                     | Dunedin | 430 Portobello Road Karte                                                                 | Wohnhaus, heute Restaurant | 1872                            | 25. September 1986 | 4716   | 2                              |
| BW             | Globe Theatre                                                                                   | Dunedin | 104 London Street Karte                                                                   | Villa und angebautes Theater | 1867/1961                       | 24. Juni 2006      | 3177   | 1                              |
| BW             | Grants Braes Farmhouse                                                                          | Dunedin | 131 Belford Street Karte                                                                  | Wohnhaus | 1867                            | 25. November 1986  | 4763   | 2                              |
| weitere Bilder | Guardian Royal Exchange Building                                                                | Dunedin | 7-9 Liverpool Street Karte                                                                | Bürogebäude | 1881                            | 15. Februar 1990   | 2158   | 1                              |
| weitere Bilder | H.E. Shacklock Buildings                                                                        | Dunedin | 595-625 Princes Street Karte                                                              | Bürogebäude | 1870 (ca.)                      | 2. Juli 1982       | 2160   | 2                              |
| weitere Bilder | Hanover Street Baptist Church                                                                   | Dunedin | 65 Hanover Street Karte                                                                   | Kirche | 1912                            | 22. August 1991    | 4792   | 1                              |
| weitere Bilder | HM Custom Wharf Office                                                                          | Dunedin | Ecke 18 Wharf Street und Fryatt Street Karte                                              | ehem. Hafenzollamt | 1938                            | 25. November 1986  | 4757   | 2                              |
| weitere Bilder | Richardson Building (Dunedin)                                                                   | Dunedin | 85 Albany Street Karte                                                                    | Gebäude der University of Otago | 1977–1979                       | 20. Oktober 2011   | 7809   | 1                              |
| BW             | Horse Sale Yard                                                                                 | Dunedin | 35 Maclaggan Street Karte                                                                 | ehem. Pferdeverkauf | 1889                            | 2. Juli 1987       | 4764   | 1                              |
| BW             | House (Haus)                                                                                    | Dunedin | 32 Tweed Street, Roslyn Karte                                                             | Wohnhaus | 1860                            | 24. November 1983  | 373    | 1                              |
| BW             | House (Haus)                                                                                    | Dunedin | 2 Fifield Street Karte                                                                    | Wohnhaus | n.a.                            | 2. Juli 1982       | 2161   | 2                              |
| BW             | House (Haus)                                                                                    | Dunedin | 29 Tweed Street Karte                                                                     | Wohnhaus | n.a.                            | 2. Juli 1982       | 2162   | 2                              |
| BW             | House (Haus)                                                                                    | Dunedin | 367 High Street Karte                                                                     | Wohnhaus | 1903                            | 27. Juli 1988      | 2163   | 1                              |
| BW             | House (Haus)                                                                                    | Dunedin | 233 Highgate, Roslyn Karte                                                                | Wohnhaus | 1907 (ca.)                      | 2. Juli 1982       | 2167   | 2                              |
| BW             | House (Haus)                                                                                    | Dunedin | 22 Rosebery Street, Belleknowes Karte                                                     | Wohnhaus | 1907 (ca.)                      | 2. Juli 1982       | 2168   | 2                              |
| BW             | House (Haus)                                                                                    | Dunedin | 37 Ann Street, Roslyn Karte                                                               | Wohnhaus | n.a.                            | 2. Juli 1987       | 2169   | 2                              |
| BW             | House (Haus)                                                                                    | Dunedin | 59 Ann Street, Roslyn Karte                                                               | Wohnhaus | n.a.                            | 2. Juli 1982       | 2170   | 2                              |
| BW             | House (Haus)                                                                                    | Dunedin | 2 William Street Karte                                                                    | Wohnhaus | 1864                            | 2. Juli 1982       | 2172   | 2                              |
| BW             | House (Haus)                                                                                    | Dunedin | 400 High Street Karte                                                                     | Wohnhaus | n.a.                            | 2. Juli 1982       | 2173   | 2                              |
| BW             | House (Haus)                                                                                    | Dunedin | 26 Carr Street, North East Valley Karte                                                   | Wohnhaus | 1904 (ca.)                      | 2. Juli 1982       | 2174   | 2                              |
| BW             | House (Haus)                                                                                    | Dunedin | 408 High Street Karte                                                                     | Wohnhaus | 1902 (ca.)                      | 2. Juli 1982       | 2175   | 2                              |
| BW             | House (Haus)                                                                                    | Dunedin | 402 High Street Karte                                                                     | Wohnhaus | n.a.                            | 2. Juli 1982       | 2176   | 2                              |
| BW             | House (Haus)                                                                                    | Dunedin | 17 Takahe Terrace, St Leonards Karte                                                      | Wohnhaus | n.a.                            | 2. Juli 1982       | 2177   | 2                              |
| BW             | House (Haus)                                                                                    | Dunedin | 8 Lundie Street, Roslyn Karte                                                             | Wohnhaus | 1859 (ca.)                      | 9. Dezember 2005   | 3178   | 2                              |
| BW             | House (Haus)                                                                                    | Dunedin | 32 Rosebery Street, Belleknowes Karte                                                     | Wohnhaus | 1907 (ca.)                      | 2. Juli 1982       | 3179   | 2                              |
| BW             | House (Haus)                                                                                    | Dunedin | 662 Cumberland Street Karte                                                               | Wohnhaus | 1914                            | 25. September 1986 | 4696   | 2                              |
| BW             | House (Haus)                                                                                    | Dunedin | 17 Graham Street Karte                                                                    | Wohnhaus | 1858 (ca.)                      | 29. November 1985  | 4805   | 2                              |
| BW             | House (Haus)                                                                                    | Dunedin | 19 Graham Street Karte                                                                    | Wohnhaus | 1883 (ca.)                      | 29. November 1985  | 4804   | 2                              |
| BW             | House (Haus)                                                                                    | Dunedin | 89 Warrender Street Karte                                                                 | Wohnhaus | n.a.                            | 29. November 1986  | 4721   | 2                              |
| BW             | House (Haus)                                                                                    | Dunedin | 238 High Street Karte                                                                     | Wohnhaus | 1909                            | 25. November 1986  | 4730   | 2                              |
| BW             | House (Haus)                                                                                    | Dunedin | 1008 George Street Karte                                                                  | Wohnhaus | n.a.                            | 25. November 1986  | 4731   | 2                              |
| BW             | House (Haus)                                                                                    | Dunedin | 1014 George Street Karte                                                                  | Wohnhaus | n.a.                            | 25. November 1986  | 4732   | 2                              |
| BW             | House (Haus)                                                                                    | Dunedin | 4 Wardlaw Street, Musselburgh Karte                                                       | Wohnhaus | n.a.                            | 25. November 1986  | 4714   | 2                              |
| BW             | House (Haus)                                                                                    | Dunedin | 17 Elder Street Karte                                                                     | Wohnhaus | 1875 (ca.)                      | 25. November 1986  | 4776   | 2                              |
| BW             | House (Haus)                                                                                    | Dunedin | 48-50 Fitzroy Street, Caversham Karte                                                     | Wohnhaus | n.a.                            | 25. November 1986  | 4777   | 2                              |
| BW             | House (Haus)                                                                                    | Dunedin | 603 George Street Karte                                                                   | Wohnhaus | 1900 (ca.)                      | 25. November 1986  | 4778   | 2                              |
| BW             | House (Haus)                                                                                    | Dunedin | 607 George Street Karte                                                                   | Wohnhaus | n.a.                            | 25. November 1986  | 4779   | 2                              |
| BW             | House (Haus)                                                                                    | Dunedin | 613 George Street Karte                                                                   | Wohnhaus | 1900 (ca.)                      | 25. November 1986  | 4780   | 2                              |
| BW             | House (Haus)                                                                                    | Dunedin | 619 George Street Karte                                                                   | Wohnhaus | n.a.                            | 25. November 1986  | 4781   | 2                              |
| BW             | House (Haus)                                                                                    | Dunedin | 637 George Street Karte                                                                   | Wohnhaus | 1900 (ca.)                      | 25. November 1986  | 4782   | 2                              |
| BW             | House (Haus)                                                                                    | Dunedin | 641 George Street Karte                                                                   | Wohnhaus | n.a.                            | 25. November 1986  | 4783   | 2                              |
| BW             | House (Haus)                                                                                    | Dunedin | 657 George Street Karte                                                                   | Wohnhaus | 1900 (ca.)                      | 25. November 1986  | 4784   | 2                              |
| BW             | House (Haus)                                                                                    | Dunedin | 16 Pitt Street Karte                                                                      | Wohnhaus | 1898                            | 25. November 1986  | 4786   | 2                              |
| BW             | House (Haus)                                                                                    | Dunedin | 107A, 107B Stafford Street Karte                                                          | Wohnhaus | n.a.                            | 25. November 1986  | 4787   | 2                              |
| BW             | House (Haus)                                                                                    | Dunedin | 4 Pitt Street Karte                                                                       | Wohnhaus | 1895                            | 19. April 1990     | 5233   | 2                              |
| BW             | House (Haus)                                                                                    | Dunedin | 18 Haywood Street, Mornington Karte                                                       | Wohnhaus | 1858 (ca.)                      | 24. Februar 1994   | 7145   | 2                              |
| BW             | House (Haus)                                                                                    | Dunedin | 2 Willowbank Street Karte                                                                 | Wohnhaus | 1875 (ca.)                      | 28. September 1998 | 7481   | 2                              |
| BW             | House (Haus)                                                                                    | Dunedin | 26 Heriot Row Karte                                                                       | Wohnhaus | 1911                            | 16. Juni 2001      | 7492   | 1                              |
| BW             | House (A.H. Reed)                                                                               | Dunedin | 153 Glenpark Avenue, Mornington Karte                                                     | Wohnhaus | 1930 (ca.)                      | 2. Juli 1982       | 2180   | 2                              |
| BW             | House (Alyth)                                                                                   | Dunedin | 34 Royal Terrace Karte                                                                    | Wohnhaus | 1884–1875                       | 25. September 1986 | 4725   | 2                              |
| BW             | House (Former Doctors Surgery)                                                                  | Dunedin | 218 High Street Karte                                                                     | Wohnhaus, frühere Praxis eines Chirurgen | 1884                            | 19. April 1990     | 5232   | 2                              |
| BW             | House (Peter MacIntyre)                                                                         | Dunedin | 21 Gilmore Street, Wakari Karte                                                           | Wohnhaus | 1907                            | 2. Juli 1982       | 2164   | 2                              |
| weitere Bilder | House (Sir J. Fletcher)                                                                         | Dunedin | 727 Portobello Road, Broad Bay Karte                                                      | erstes Wohnhaus des Industriellen James Fletcher | 1909                            | 19. April 1990     | 5230   | 2                              |
| BW             | House (Sir James Fletcher)                                                                      | Dunedin | 276 High Street Karte                                                                     | Wohnhaus des Industriellen James Fletcher | 1923                            | 2. Juli 1982       | 2171   | 2                              |
| BW             | House, Gates and Wall (Haus, Tore und Mauer)                                                    | Dunedin | 521 George Street Karte                                                                   | Wohnhaus | 1881                            | 26. November 1981  | 370    | 1                              |
| BW             | Hulme Court                                                                                     | Dunedin | 52 Tennyson Street Karte                                                                  | Wohnhaus, heute Bed and Breakfast | n.a.                            | 25. September 1986 | 4711   | 2                              |
| weitere Bilder | Imperial Building                                                                               | Dunedin | Ecke Dowling Street/Burlington Street und Lower High Street Karte                         | Büro- und Geschäftshaus | 1906                            | 25. September 1986 | 4747   | 2                              |
| weitere Bilder | James Macandrew Statue                                                                          | Dunedin | Cumberland Street Karte                                                                   | Büste von James Macandrew | 1891                            | 2. Juli 1982       | 2183   | 2                              |
| BW             | Kaikorai Bank                                                                                   | Dunedin | 29 Glenross Street Karte                                                                  | Wohnhaus | n.a.                            | 25. September 1986 | 4788   | 2                              |
| BW             | Kawarau                                                                                         | Dunedin | 204 Highgate, Roslyn Karte                                                                | Wohnhaus | n.a.                            | 2. Juli 1982       | 2186   | 2                              |
| weitere Bilder | Kempthorne Prosser Building                                                                     | Dunedin | 26, 32-34 Stafford Street Karte                                                           | Warenhaus | 1896–1902                       | 27. Juli 1988      | 4729   | 1                              |
| weitere Bilder | Mayfair Theatre                                                                                 | Dunedin | 100 King Edward Street, South Dunedin Karte                                               | ehemaliges Kino | 1914                            | 15. Dezember 2008  | 7786   | 2                              |
| BW             | King Edward Technical College                                                                   | Dunedin | Ecke 291 Stuart Street, York Place und Tennyson Street Karte                              | College, für 20 Jahre größte weiterführende Bildungseinrichtung und eine der ersten technischen Bildungsanstalten Neuseelands                                 | 1914–1937                       | 2. Juli 1986       | 4712   | 1                              |
| weitere Bilder | Knox Church                                                                                     | Dunedin | 453-463 George Street Karte                                                               | presbyterianische Kirche | 1876                            | 29. November 1987  | 4372   | 1                              |
| weitere Bilder | Knox College (Hauptgebäude)                                                                     | Dunedin | 20 Arden Street, Opoho Karte                                                              | Collegegebäude | n.a.                            | 2. Juli 1982       | 2187   | 2                              |
| weitere Bilder | Larnach Castle                                                                                  | Dunedin | Camp Road Karte                                                                           | Industriellenvilla | 1873/74                         | 27. Juli 1988      | 2190   | 1                              |
| BW             | Larnach Castle Cupola                                                                           | Dunedin | Camp Road Karte                                                                           | Gartenpavillon, Kuppelbau mit verzierten Glasscheiben im Garten von Larnach Castle, siehe Eintrag 2190                                                        | 1928                            | 27. Juli 1988      | 4770   | 1                              |
| BW             | Larnach Castle Stables                                                                          | Dunedin | Camp Road Karte                                                                           | Stallungen einer Industriellenvilla, siehe Eintrag 2090 | 1874                            | 27. Juli 1988      | 2191   | 1                              |
| weitere Bilder | Law Courts Hotel                                                                                | Dunedin | 53–65 Stuart Street Karte                                                                 | Hotel | n.a.                            | 2. Juli 1982       | 2189   | 2                              |
| BW             | Leithendel                                                                                      | Dunedin | 367 Malvern Street, Glenleith Karte                                                       | Wohnhaus | 1865 (ca.)                      | 29. November 1987  | 4697   | 1                              |
| BW             | Linden                                                                                          | Dunedin | 22 Royal Terrace Karte                                                                    | Wohnhaus | 1878                            | 27. Juli 1988      | 4768   | 1                              |
| weitere Bilder | Lindo Ferguson Building                                                                         | Dunedin | Great King Street 270 Karte                                                               | Gebäude der Medical School der University of Otago | 1927                            | 27. Juli 1988      | 4769   | 1                              |
| weitere Bilder | Lisburn House                                                                                   | Dunedin | 15 Lisburn Avenue, Caversham Karte                                                        | Wohnhaus | 1865                            | 27. Juli 1988      | 2192   | 1                              |
| weitere Bilder | Lodge Maori                                                                                     | Dunedin | 249 Ravensbourne Road, Ravensbourne Karte                                                 | Freimaurerloge | n.a.                            | 2. Juli 1982       | 3181   | 2                              |
| weitere Bilder | Logan Park Grandstand                                                                           | Dunedin | Logan Park Drive, Logan Park Karte                                                        | Tribüne einer Pferderennbahn | 1930                            | 2. Juli 1982       | 2193   | 2                              |
| BW             | Manono                                                                                          | Dunedin | 84 London Street Karte                                                                    | Wohnhaus eines Dunediner Geschäftsmannes | 1908                            | 13. Dezember 1990  | 5189   | 1                              |
| weitere Bilder | Marinoto                                                                                        | Dunedin | Newington Avenue, Maori Hill Karte                                                        | Wohnhaus, heute Teil einer Klinik | 1878                            | 15. Dezember 1995  | 7303   | 2                              |
| BW             | Mathiesons Farm Steading                                                                        | Dunedin | 121 Centre Road, Otago Peninsula Karte                                                    | Farmgebäude | 1870er                          | 10. Dezember 2004  | 7580   | 1                              |
| BW             | Melrose                                                                                         | Dunedin | 384 Highgate, Roslyn Karte                                                                | Wohnhaus | 1878                            | 27. Juli 1988      | 4723   | 1                              |
| BW             | Mews                                                                                            | Dunedin | 628-634 Great King Street Karte                                                           | Reihenhäuser | n.a.                            | 25. September 1986 | 4699   | 2                              |
| weitere Bilder | Consultancy House                                                                               | Dunedin | 7 Bond Street Karte                                                                       | Bürogebäude | 1908–1910                       | 24. November 1986  | 374    | 1                              |
| BW             | Middleton Lodge                                                                                 | Dunedin | 37 Middleton Road, Kew Karte                                                              | Gebäude | n.a.                            | 25. September 1986 | 4759   | 2                              |
| BW             | Moata                                                                                           | Dunedin | 434 High Street Karte                                                                     | Villa | 1900                            | 2. Juli 1982       | 2195   | 2                              |
| BW             | Moray Place Congregational Church                                                               | Dunedin | 81 Moray Place Karte                                                                      | Ehemalige Kirche | 1864                            | 23. September 2005 | 2218   | 2                              |
| weitere Bilder | Moray Terrace                                                                                   | Dunedin | 61- 63 Moray Place Karte                                                                  | Wohn- und Geschäftshaus | 1880 (ca.)                      | 25. September 1986 | 4710   | 2                              |
| weitere Bilder | Moritzson Building                                                                              | Dunedin | Ecke Bond Street und Jetty Street Karte                                                   | Bürogebäude, ehem. Lager | 1878                            | 25. September 1986 | 4752   | 2                              |
| weitere Bilder | Mornington Post Office                                                                          | Dunedin | Ecke Mailer Street und Brunel Street, Mornington Karte                                    | ehem. Postamt | 1905                            | 2. Juli 1982       | 2196   | 2                              |
| weitere Bilder | Municipal Chambers                                                                              | Dunedin | 38 The Octagon Karte                                                                      | Verwaltungsbau | 1880                            | 2. Juli 1982       | 2197   | 1                              |
| weitere Bilder | National Bank of New Zealand                                                                    | Dunedin | 193 Princes Street Karte                                                                  | ehem. Bankgebäude | 1912                            | 27. Juli 1988      | 2222   | 1                              |
| weitere Bilder | New Zealand Insurance Company Building, heute Queensgarden Court                                | Dunedin | Ecke 49-51 Queens Gardens und Crawford Street Karte                                       | Versicherungsgebäude | 1886                            | 26. November 1986  | 4375   | 1                              |
| weitere Bilder | New Zealand Loan and Mercantile Agency Company Limited                                          | Dunedin | 31–33 Thomas Burns Street, Willis Street und Fryatt Street Karte                          | ehem. Wolllagerhaus und Bürogebäude | 1872                            | 25. September 1986 | 4755   | 2                              |
| weitere Bilder | Normanston                                                                                      | Dunedin | 5 Robin Lane, St Leonards Karte                                                           | Villa | n.a.                            | 2. Juli 1982       | 2198   | 2                              |
| weitere Bilder | North East Valley School Memorial Archway                                                       | Dunedin | 242 North Road, North East Valley Karte                                                   | Schultor und Denkmal für die Gefallenen des Ersten Weltkrieges                                                                                                | 1921                            | 2. Juli 1982       | 3183   | 2                              |
| BW             | North Taieri Presbyterian Church                                                                | Dunedin | 39 Wairongoa Road, North Taieri Karte                                                     | Kirche | 1867                            | 14. April 2005     | 3234   | 2                              |
| BW             | Northern Cemetery                                                                               | Dunedin | 40 Lovelock Avenue, North Dunedin Karte                                                   | Friedhof | 1872 (ab)                       | 30. Juni 2006      | 7658   | 1                              |
| BW             | NZ Clothing Company Limited Building                                                            | Dunedin | 20 Dowling Street Karte                                                                   | ehem. Bekleidungsfabrik, heute Bürogebäude | 1883                            | 27. Juli 1988      | 2159   | 1                              |
| weitere Bilder | NZ Engineers Union Building                                                                     | Dunedin | 201 High Street, Dunedin Karte                                                            | ehem. Gebäude des neuseeländischen Ingenieursverbandes | 1899                            | 2. Juli 1987       | 2200   | 2                              |
| BW             | NZ Railways Road Services Building                                                              | Dunedin | 35 Queens Gardens Karte                                                                   | ehem. Busdepot von NZ Rail | 1939                            | 27. Juli 1988      | 3376   | 1                              |
| weitere Bilder | North East Valley Post Office                                                                   | Dunedin | Ecke Calder Avenue und North Road, North East Valley Karte                                | ehem. Postamt | 1914                            | 2. Juli 1982       | 2199   | 2                              |
| BW             | Olveston                                                                                        | Dunedin | Ecke 42 Royal Terrace und Cobden Street Karte                                             | ehem. Industriellenvilla, heute Museum | 1904–1907                       |                    | 61     | 1                              |
| weitere Bilder | Otago Boys’ High School (Tower Block)                                                           | Dunedin | 18 Arthur Street Karte                                                                    | Schule | 1884                            | 28. Juni 1984      | 375    | 1                              |
| weitere Bilder | Otago Settlers Museum                                                                           | Dunedin | 31 Queens Gardens Karte                                                                   | Museum | 1908                            | 2. Juli 1982       | 2201   | 2                              |
| weitere Bilder | Otago Girls’ High School Main Block                                                             | Dunedin | 41 Tennyson Street Karte                                                                  | Schule | 1910, 1913, 1921                | 2. Juli 1987       | 2202   | 2                              |
| weitere Bilder | Otago Museum                                                                                    | Dunedin | 419 Great King Street und Cumberland Street North Karte                                   | Museum | 1877                            | 15. Dezember 2011  | 2203   | 1                              |
| weitere Bilder | St Dominic’s Priory (Former)                                                                    | Dunedin | 31 Smith Street und Tennyson Street Karte                                                 | ehemaliges Ordenshaus der Dominikanerinnen | 1877                            | 15. Februar 1990   | 372    | 1                              |
| weitere Bilder | St Paul’s Cathedral and Belfry                                                                  | Dunedin | 36 The Octagon Karte                                                                      | katholische Kirche | 1919                            | 26. November 1987  | 376    | 1                              |
| BW             | Woodside                                                                                        | Dunedin | 4 Lovelock Avenue Karte                                                                   | Wohnanwesen | 1876                            | 23. September 2005 | 2184   | 1                              |
| weitere Bilder | Robert Burns Statue                                                                             | Dunedin | The Octagon Karte                                                                         | Denkmal für Robert Burns | 1887                            | 27. Juli 1988      | 2208   | 1                              |
| weitere Bilder | St Matthew’s Church                                                                             | Dunedin | 28 Hope Street und Stafford Street Karte                                                  | Kirche, anglikanische | 1874                            | 27. Juli 1988      | 2212   | 1                              |
| BW             | University of Otago Allen Hall Theatre and Archway                                              | Dunedin | Leith Street Karte                                                                        | Vorlesungssaal und Torbau der University of Otago | 1914                            | 27. Juli 1988      | 2225   | 1                              |
| weitere Bilder | University of Otago Home Science Block                                                          | Dunedin | Union Street Karte                                                                        | Universitätsgebäude | 1919                            | 27. Juli 1988      | 2226   | 1                              |
| weitere Bilder | University of Otago Marama Hall                                                                 | Dunedin | Union Street Karte                                                                        | Universitätsgebäude | 1923                            | 27. Juli 1988      | 2227   | 1                              |
| weitere Bilder | University of Otago Staff Club                                                                  | Dunedin | 80 Union Street Karte                                                                     | Universitätsgebäude | 1907                            | 27. Juli 1988      | 2230   | 1                              |
| weitere Bilder | Wains Hotel                                                                                     | Dunedin | 310 Princes Street Karte                                                                  | Hotel | 1879                            | 26. November 1987  | 2236   | 1                              |
| weitere Bilder | Dunedin Prison                                                                                  | Dunedin | 2 Castle Street, State Highway 1 und Dunbar Street Karte                                  | Gefängnis, ehemaliges | 1895–1897                       | 28. Juni 1984      | 4035   | 1                              |
| weitere Bilder | Regent Theatre                                                                                  | Dunedin | 17 The Octagon Karte                                                                      | Theater | 1928                            | 26. November 1987  | 4363   | 1                              |
| weitere Bilder | University of Otago Professorial Houses                                                         | Dunedin | St David/Leith Street Karte                                                               | Universitätsgebäude | 1878–1979                       | 27. Juli 1988      | 4406   | 1                              |
| BW             | Southern Cross Hotel (Former Gd Hotel portion)                                                  | Dunedin | 118 High Street Karte                                                                     | Hotel | 1883                            | 16. November 1989  | 4695   | 1                              |
| weitere Bilder | Stuart Street Terrace Houses                                                                    | Dunedin | 199-223 Stuart Street und 118-120 Moray Place Karte                                       | Reihenhäuser | 1901 (ca.)                      | 15. Februar 1990   | 4709   | 1                              |
| BW             | Springfield                                                                                     | Dunedin | 949 Highcliff Road, Otago Peninsula Karte                                                 | Wohnhaus | 1965                            | 27. Juli 1988      | 4715   | 1                              |
| weitere Bilder | Ross Creek Valve Tower                                                                          | Dunedin | östlich der Burma Road, im Ross Creek Reservoir Karte                                     | Ablaufbauwerk einer Talsperre, siehe auch Erddamm Nr. 4922 | 1865–1867                       | 27. Juli 1988      | 4722   | 1                              |
| BW             | Otago Harbour Walls                                                                             | Dunedin | gesamte Küste zwischen Taiaroa, Dunedin und Aramoana, Otago Peninsula Karte               | Abschnitte von Ufermauern um den gesamten Otago Harbour herum                                                                                                 | 1865–1880 (ca.)                 | 19. April 1990     | 4726   | 1                              |
| weitere Bilder | Stuart Memorial                                                                                 | Dunedin | Queens Gardens; Ecke Rattay Street Karte                                                  | Denkmal für den Prediger Donald McNaughton Stuart | 1898                            | 26. November 1987  | 4758   | 1                              |
| BW             | Corstorphine House                                                                              | Dunedin | 23A Milburn Street, Corstorphine Karte                                                    | Wohnhaus, siehe auch Einträge 4433, 4773, 4774, 4775 | 1863–1864 (ca.)                 | 27. Juli 1988      | 4760   | 1                              |
| BW             | University of Otago School of Mines                                                             | Dunedin | Union Street Karte                                                                        | Universitätsgebäude | 1909                            | 27. Juli 1988      | 4771   | 1                              |
| BW             | Daisy Bank                                                                                      | Dunedin | 12 Royal Terrace Karte                                                                    | Wohnhaus | 1896–1899                       | 14. Februar 1991   | 4920   | 1                              |
| weitere Bilder | Ross Creek Earth Dam                                                                            | Dunedin | östlich Burma Road, Ross Creek Reservoir Karte                                            | Erddamm des Ross Creek Reservoir, siehe auch Ablaufbauwerk Nr. 4722                                                                                           | 1866–1867 (ca.)                 | 29. März 1989      | 4922   | 1                              |
| weitere Bilder | St John Ambulance Building                                                                      | Dunedin | 17 York Place Karte                                                                       | Ambulanz | 1938 (ab)                       | 13. Dezember 1990  | 5190   | 1                              |
| BW             | St James Theatre (heute: Rialto Cinema)                                                         | Dunedin | 17 Moray Place Karte                                                                      | Theater, heute Kino | 1916, 1928                      | 23. Juni 1994      | 7205   | 1                              |
| weitere Bilder | Southern Cemetery                                                                               | Dunedin | 18 South Road Karte                                                                       | Friedhof | 1902–1903 (ca.)                 | 30. Juni 2006      | 7657   | 1                              |
| BW             | Pelichet Bay Infectious Diseases Hospital (Former)                                              | Dunedin | 3 Butts Road, Logan Park Karte                                                            | Krankenhaus, ehemaliges | 1908 (ca.)                      | 15. April 2011     | 9575   | 1                              |
| weitere Bilder | National Mortgage and Agency Company of New Zealand buildings                                   | Dunedin | 49 Water Street, 135 Cumberland Street and 57 Vogel Street Karte                          | Bürogebäude | 1883                            | 10. April 2017     | 9577   | 1                              |
| weitere Bilder | Dunedin Synagogue (Former)                                                                      | Dunedin | 29 Moray Place; Tennyson Street Karte                                                     | Synagoge, ehemalige | 1864 (ca.)                      | 19. April 2012     | 9606   | 1                              |
| BW             | Windle Settlement Workers’ Dwellings Historic Area                                              | Dunedin | 14-62 Rosebery Street (gerade Hausnummern) und 2, 6, 10 Newport Street, Belleknowes Karte | Häuser des ersten Programmes für sozialen Wohnungsbau in Dunedin                                                                                              | 1905–1908                       | 9. Dezember 2005   | 7640   | HA                             |
| BW             | Transit House                                                                                   | Dunedin | 44 Park Street Karte                                                                      | Villa | 1884                            | 13. Dezember 1990  | 0367   | 2                              |
| BW             | House                                                                                           | Dunedin | 15 Takahe Terrace, St Leonards Karte                                                      | Haus | n.a.                            | 2. Juli 1982       | 2165   | 2                              |
| BW             | Renfrew House                                                                                   | Dunedin | 111 Highgate, Roslyn Karte                                                                | Wohnhaus | n.a.                            | 2. Juli 1982       | 2166   | 2                              |
| BW             | House                                                                                           | Dunedin | 425 High Street Karte                                                                     | Wohnhaus | 1898                            | 2. Juli 1982       | 2178   | 2                              |
| BW             | House                                                                                           | Dunedin | 4 Willowbank Karte                                                                        | Wohnhaus | 1900                            | 2. Juli 1982       | 2179   | 2                              |
| BW             | House                                                                                           | Dunedin | 689 Castle Street Karte                                                                   | Wohnhaus | 1880                            | 2. Juli 1982       | 2181   | 2                              |
| BW             | House                                                                                           | Dunedin | 693 Castle Street Karte                                                                   | Wohnhaus | 1880                            | 2. Juli 1982       | 2182   | 2                              |
| BW             | Queens Building                                                                                 | Dunedin | 109 Princes Street Karte                                                                  | Bürogebäude | 1926                            | 2. Juli 1982       | 2205   | 2                              |
| weitere Bilder | Queen Victoria Statue                                                                           | Dunedin | Queens Gardens Karte                                                                      | Statue von Queen Victoria | 1905                            | 2. Juli 1982       | 2206   | 2                              |
| weitere Bilder | Ravensbourne Post Office                                                                        | Dunedin | Wanaka Street und Ravensbourne Road, Ravensbourne Karte                                   | Postamt | 1913                            | 2. Juli 1982       | 2207   | 2                              |
| weitere Bilder | Roslyn Post Office                                                                              | Dunedin | 309 Highgate, Roslyn Karte                                                                | Postamt | 1907                            | 2. Juli 1982       | 2209   | 2                              |
| weitere Bilder | Ross Home (P.S.S.A.)                                                                            | Dunedin | 360 North Road, North East Valley Karte                                                   | Wohnhaus | 1918                            | 2. Juli 1982       | 2210   | 2                              |
| weitere Bilder | St Leonards Playcentre Library (Formerly Original School Building)                              | Dunedin | Burkes Drive, St Leonards; hinter der St. Leonards School Karte                           | Schule, heute Vorschule | 1885                            | 2. Juli 1982       | 2211   | 2                              |
| BW             | Salvation Army Fortress                                                                         | Dunedin | 37 Dowling Street Karte                                                                   | Gebäude der Heilsarmee | 1892                            | 2. Juli 1982       | 2215   | 2                              |
| weitere Bilder | Security Building                                                                               | Dunedin | 115 Stuart Street Karte                                                                   | Bürogebäude | 1918                            | 2. Juli 1982       | 2216   | 2                              |
| weitere Bilder | Selwyn College Main Building                                                                    | Dunedin | 560 Castle Street Karte                                                                   | Collegegebäude | n.a.                            | 2. Juli 1982       | 2217   | 2                              |
| weitere Bilder | Stephens Inks Building                                                                          | Dunedin | 301 Moray Place Karte                                                                     | Geschäftshaus | 1908                            | 2. Juli 1982       | 2219   | 2                              |
| weitere Bilder | University Lodge                                                                                | Dunedin | Stevenson Lane, St Leonards Karte                                                         | Universitätsgebäude | 1930                            | 2. Juli 1982       | 2223   | 2                              |
| weitere Bilder | University Lodge Glasshouse                                                                     | Dunedin | Stevenson Lane, St Leonards Karte                                                         | Gewächshaus | n.a.                            | 2. Juli 1982       | 2224   | 2                              |
| BW             | University of Otago Physical Education Department (Formerly Dunedin Teachers’ Training College) | Dunedin | 655 Cumberland Street Karte                                                               | | 1909                            | 2. Juli 1982       | 2228   | 2                              |
| weitere Bilder | University of Otago Stone Bridge                                                                | Dunedin | Union Street Karte                                                                        | Brücke | 1924                            | 2. Juli 1982       | 2231   | 2                              |
| BW             | Victoria Terrace                                                                                | Dunedin | 1046-1056 George Street Karte                                                             | Reihenhäuser | 1897                            | 2. Juli 1982       | 2232   | 2                              |
| weitere Bilder | Woolworth’s Façade                                                                              | Dunedin | 194 Princes Street Karte                                                                  | Kino, heute Laden (Fassade und Stuckarbeiten im Inneren) | 1880–1881                       | 2. Juli 1982       | 2237   | 2                              |
| BW             | Winchendon Cowman’s Cottage                                                                     | Dunedin | Jeffcoates Road, Saddle Hill Karte                                                        | Wohnhütte des Kuhhirten auf einer Farm | 1860                            | 2. Juli 1982       | 2361   | 2                              |
| BW             | Winchendon                                                                                      | Dunedin | Jeffcoates Road, Saddle Hill Karte                                                        | Wohnhaus | 1857                            | 2. Juli 1982       | 2362   | 2                              |
| BW             | Winchendon Barn                                                                                 | Dunedin | Jeffcoates Road, Saddle Hill Karte                                                        | Scheune | n.a.                            | 2. Juli 1982       | 3236   | 2                              |
| BW             | Sound Shell                                                                                     | Dunedin | Botanic Gardens, Opoho Road Karte                                                         | Musikpavillon im Botanischen Garten | 1914                            | 25. September 1986 | 3172   | 2                              |
| weitere Bilder | Roslyn Presbyterian Church                                                                      | Dunedin | 19-21 Highgate, Roslyn Karte                                                              | Kirche, presbyterianische | 1904                            | 13. Dezember 1990  | 3377   | 2                              |
| BW             | Portsea Terrace                                                                                 | Dunedin | 127, 127b, 131a und 131b Stafford Street Karte                                            | Reihenhäuser | 1882                            | 25. September 1986 | 4434   | 2                              |
| BW             | Rockwell Hall                                                                                   | Dunedin | 297 Wakari Road Karte                                                                     | Wohnhaus | n.a.                            | 29. November 1985  | 4438   | 2                              |
| weitere Bilder | Terrace Houses                                                                                  | Dunedin | 618-626 Great King Street Karte                                                           | Reihenhäuser | n.a.                            | 2. Juli 1985       | 4698   | 2                              |
| weitere Bilder | Plume Clothes Shop                                                                              | Dunedin | 310 George Street Karte                                                                   | Laden | 1910                            | 25. September 1986 | 4717   | 2                              |
| weitere Bilder | Ramsay Lodge                                                                                    | Dunedin | 60 Stafford Street Karte                                                                  | Wohnhaus, heute Backpackers | 1900                            | 25. September 1986 | 4727   | 2                              |
| BW             | Stafford Gables (Youth Hostel)                                                                  | Dunedin | 71 Stafford Street Karte                                                                  | Wohnhaus, heute Jugendherberge | 1907                            | 25. September 1986 | 4728   | 2                              |
| weitere Bilder | Winter Gardens (original portion)                                                               | Dunedin | Ohopo Road, Botanic Gardens Karte                                                         | Gewächshaus des Botanischen Gartens | 1908                            | 25. September 1986 | 4733   | 2                              |
| weitere Bilder | St Davids Church (Presbyterian)                                                                 | Dunedin | James Street und Old North Road, North East Valley Karte                                  | Kirche, presbyterianische | 1884                            | 25. September 1986 | 4734   | 2                              |
| weitere Bilder | St Duthus House (Solicitors Offices)                                                            | Dunedin | 504 George Street Karte                                                                   | Anwaltskanzlei/Wohnhaus | 1903                            | 25. September 1986 | 4743   | 2                              |
| BW             | Penroses Department Store                                                                       | Dunedin | 207 George Street Karte                                                                   | Kaufhaus | 1925                            | 25. September 1986 | 4744   | 2                              |
| weitere Bilder | Taimex Building (Formerly Hallenstein’s)                                                        | Dunedin | 126 Rattray Street Karte                                                                  | Geschäftshaus | 1875                            | 25. September 1986 | 4745   | 2                              |
| weitere Bilder | Pinner House                                                                                    | Dunedin | 15 Cliffs Road, St. Clair Karte                                                           | Wohnhaus | n.a.                            | 25. September 1986 | 4761   | 2                              |
| BW             | Corstorphine House (Gazebo)                                                                     | Dunedin | Milburn Avenue, Corstorphine Karte                                                        | Pavillon | n.a.                            | 25. September 1986 | 4775   | 2                              |
| weitere Bilder | St Joseph’s Hall (Former)                                                                       | Dunedin | 255 Rattray Street und Bishops Place Karte                                                | Sonntagsschule | n.a.                            | 25. September 1986 | 4789   | 2                              |
| weitere Bilder | Scott Building – Otago Medical School                                                           | Dunedin | Great King Street Karte                                                                   | Universitätsgebäude | 1916                            | 25. September 1986 | 4790   | 2                              |
| weitere Bilder | Pukekura                                                                                        | Dunedin | Taiaroa Head Karte                                                                        | Standort eines Pā, NZ Archaeological Association Site J44/4                                                                                                   | n.a.                            | 2. Juni 1994       | 6710   | 2                              |
| weitere Bilder | Woodhaugh Hotel                                                                                 | Dunedin | 29 Malvern Street, Woodhaugh Karte                                                        | Hotel | 1882                            | 24. Februar 1994   | 7144   | 2                              |
| weitere Bilder | Resident Technician’s Cottage                                                                   | Dunedin | Hatchery Road, Portobello                                                                 | Wohnhaus des Kurators der Portobello Marine Fish-Hatchery and Biological Station.                                                                             | 1904                            | 19. April 1996     | 7315   | 2                              |
| weitere Bilder | St Michael’s Antiochian Orthodox Church                                                         | Dunedin | 72 Fingall Street Karte                                                                   | Kirche, orthodoxe | 1911                            | 25. Oktober 1996   | 7341   | 2                              |
| BW             | House                                                                                           | Dunedin | 2 Willowbank Street Karte                                                                 | Wohnhaus | 1875                            | 28. August 1998    | 7431   | 2                              |
| BW             | Salisbury                                                                                       | Dunedin | 141 Wairongoa Road, North Taieri Karte                                                    | Wohnhaus | 1873                            | 9. Dezember 2005   | 2125   | 2                              |
| weitere Bilder | Union Bank of Australia                                                                         | Dunedin | 319 Princes Street Karte                                                                  | Bankfiliale | 1874                            | 14. April 2005     | 2138   | 2                              |
| weitere Bilder | St Patrick’s Basilica                                                                           | Dunedin | 32 Macandrew Road, South Dunedin Karte                                                    | Kirche, katholische | 1894 (bis)                      | 23. September 2005 | 2213   | 2                              |
| weitere Bilder | St Andrew’s Presbyterian Church                                                                 | Dunedin | 64 Melville Street, Fernhill Karte                                                        | Kirche, ursprünglich presbyterianische, heute koptische | 1869–1870                       | 1. Mai 2017        | 3185   | 1                              |
| weitere Bilder | St David Street Footbridge                                                                      | Dunedin | St David Street, North Dunedin Karte                                                      | Fußgängerbrücke | 1902                            | 23. September 2005 | 5253   | 2                              |
| weitere Bilder | Otago Therapeutic Pool                                                                          | Dunedin | 140 Hanover Street Karte                                                                  | Schwimmbecken | 1945–1946                       | 10. Dezember 2004  | 7581   | 2                              |
| BW             | Smaill’s Homestead and Outbuildings                                                             | Dunedin | 2 and 42 Southdale Road und Karetai/Tomahawk Road, Smaills Beach Karte                    | Wohnhaus und Nebengebäude einer Farm | späte 1870er/frühe 1880er Jahre | 9. Dezember 2005   | 7639   | 2                              |
| weitere Bilder | St Peter’s Anglican Church Complex                                                              | Dunedin | 500 Hillside Road, 57 Baker Street und 60 Eastbourne Street, Caversham Karte              | Kirche, anglikanische mit Nebengebäuden | 1864                            | 25. Dezember 2011  | 9545   | 2                              |
| weitere Bilder | High Street School (ehemalige) War Memorial and Gates                                           | Dunedin | High Street and Alva Street Karte                                                         | Kriegerdenkmal | 1926                            | 11. September 2014 | 9645   | 2                              |